# 1145 هـ
1145 هـ هي سنة في التقويم الهجري امتدت مقابلةً في التقويم الميلادي بين سنتي 1732 و1733.

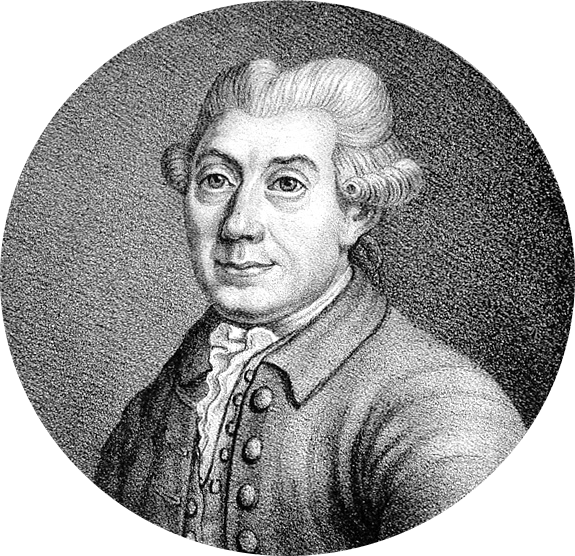
كارستن نيبور

## مواليد
- المرتضى الزبيدي.
- كارستن نيبور

## وفيات
- الحبيب أحمد بن زين الحبشي باعلوي
- حسين خوجة الحنفي